# Gorobel mendilerroa / Sierra Sálvada
Gorobel mendilerroa / Sierra Sálvada (baskiska: Gorobel mendilerroa, Gorobel) är en ås i Spanien.   Den ligger i provinsen Araba / Álava och regionen Baskien, i den norra delen av landet, 290 km norr om huvudstaden Madrid.